# Ярма
Ярма – зърнен фураж, смлян на фражомелка. Използва се с 10-15% по-добре, отколкото цялото зърно. Степента на смилането зависи от твърдостта на зърното и от животното, за което се приготвя (за свинете частиците са около 1 мм, за говедата и овцете - около 2 мм, за коне само надробено) и др.